# 象海
象海，是掸邦腊戌县腊戍镇区曼奔龙村组下辖的一个村。该村有一座由缅甸廓尔喀人供奉的象海湿婆神庙。
该村自2024年被缅甸民族民主同盟军接管，现划入缅甸联邦第一特区腊戌市联合区象海乡辖区。

## 教育
该村有象海村海光學校和象海真光學校等华文学校。